# Ecco2K
Зак Аронгундаде Гатеруд (на английски: Zak Arogundade Gaterud), по-известен със сценичното си име Ecco2K, е британско-шведски певец, дизайнер, модел, режисьор и член на Дрейн Ганг от Стокхолм, Швеция .

## Личен живот
Баща му е Бен Арогундаде, писател и дизайнер от британско-нигерийски произход. Майка му е шведска гримьорка. Арогундаде е роден в Лондон и е израства в квартал Хорнстул в Стокхолм от 2-годишна възраст. 
Заедно с Bladee, създава групата Krossad през 2004 г. 

## Дискография

### Албуми
- E (2019) [5]
- Crest (2022)

### EP-та
- PXE (2021)